# Pictures
A Pictures Katie Melua grúz születésű brit énekesnő harmadik albuma. Az album mintegy korszak zárása - Katie ezen az lemezen dolgozott együtt utoljára Mike Batt-tel, következő albumaiban csak mint executive producer lesz majd jelen.

## Dalok
1. Mary Pickford (Used to Eat Roses) (Mike Batt) – 3:12
2. All in My Head (Batt/Melua) - 4:03
3. If the Lights Go Out (Batt) - 3:14
4. What I Miss About You (Andrea McEwan/Melua) - 3:48
5. Spellbound (Melua) - 3:00
6. What It Says on the Tin (Batt) – 3:44
7. Scary Films (Batt) – 4:02
8. Perfect Circle (Molly McQueen/Melua) - 4:01
9. Ghost Town (Batt/Melua) - 3:31
10. If You Were a Sailboat (Batt) – 4:02
11. Dirty Dice" (McEwan/Melua) – 3:39
12. In My Secret Life (Cohen/Sharon Robinson) – 4:23